# أولاد حراث (خميس قصيبة)
أولاد حراث هي إحدى مشيخات المملكة المغربية، تتبع جغرافيا لإقليم سيدي بنور وإداريًا لخميس قصيبة. يقدر عدد سكانها بـ 6637 نسمة حسب الإحصاء الرسمي للسكان والسكنى لسنة 2004.